# 14361 Boscovich
14361 Boscovich je planetoid nazvan po Ruđeru Boškoviću koji se nalazi u glavom planetoidskom pojasu i giba se oko Sunca po eliptičnoj putanji s udaljenošću afela 2,8336537 i perihela 2,3294503 astronomskih jedinica. Otkriven je 1988. u talijanskoj zvjezdarnici San Vittore. Osim podataka o putanji, o samom planetoidu malo se zna.